# Osztopán
Osztopán là một thị trấn thuộc hạt Somogy, Hungary. Thị trấn này có diện tích 22,83 km², dân số năm 2010 là 841 người, mật độ 37 người/km².